# Haltérophilie aux Jeux olympiques d'été de 1956
Navigation
Helsinki 1952 Rome 1960
Résultats des épreuves d'haltérophilie dans le cadre des Jeux olympiques d'été de 1956 à Melbourne. Sept épreuves furent disputées.

## Tableau des médailles
| Rang  | Pays             | Médaille d'or | Médaille d'argent | Médaille de bronze | Total |
| 1     | États-Unis       | 4             | 2                 | 1                  | 7     |
| 2     | Union soviétique | 3             | 4                 | 0                  | 7     |
| 3     | Argentine        | 0             | 1                 | 0                  | 1     |
| 4     | Italie           | 0             | 0                 | 2                  | 2     |
| 5     | France           | 0             | 0                 | 1                  | 1     |
| 5     | Corée du Sud     | 0             | 0                 | 1                  | 1     |
| 5     | Iran             | 0             | 0                 | 1                  | 1     |
| 5     | Pologne          | 0             | 0                 | 1                  | 1     |
| Total | Total            | 7             | 7                 | 7                  | 21    |

## Résultats
| Catégorie      | Or                                  | Argent                             | Bronze                     |
| Moins de 56 kg | Charles Vinci États-Unis            | Vladimir Stogov Union soviétique   | Mahmoud Namdjou Iran       |
| 56-60 kg       | Isaac Berger États-Unis             | Yevgeni Minaev Union soviétique    | Marian Zieliński Pologne   |
| 60-67,5 kg     | Ihor Rybak Union soviétique         | Ravil Khabutdinov Union soviétique | Kim Chang-Hee Corée du Sud |
| 67,5-75 kg     | Fyodor Bogdanovsky Union soviétique | Peter George États-Unis            | Ermanno Pignatti Italie    |
| 75-82,5 kg     | Tommy Kono États-Unis               | Vasili Stepanov Union soviétique   | James George États-Unis    |
| 82,5-90 kg     | Arkady Vorobyov Union soviétique    | David Sheppard États-Unis          | Jean Debuf France          |
| Plus de 90 kg  | Paul Edward Anderson États-Unis     | Humberto Selvetti Argentine        | Alberto Pigaiani Italie    |